# Coenotephria mathewi
Coenotephria mathewi är en fjärilsart som beskrevs av Butler 1883. Coenotephria mathewi ingår i släktet Coenotephria och familjen mätare. Inga underarter finns listade i Catalogue of Life.